# Рошково (Вонґровецький повіт)
Рошково (пол. Roszkowo, нім. Elsenwinkel) — село в Польщі, у гміні Скоки Вонґровецького повіту Великопольського воєводства.
Населення — 283 особи (2011).
У 1975-1998 роках село належало до Познанського воєводства.

## Демографія
Демографічна структура станом на 31 березня 2011 року:
|          | Загалом | Допрацездатний вік | Працездатний вік | Постпрацездатний вік |
| -------- | ------- | ------------------ | ---------------- | -------------------- |
| Чоловіки | 146     | 31                 | 101              | 14                   |
| Жінки    | 137     | 20                 | 89               | 28                   |
| Разом    | 283     | 51                 | 190              | 42                   |